# Naturschutzgebiet Klingelbachtal

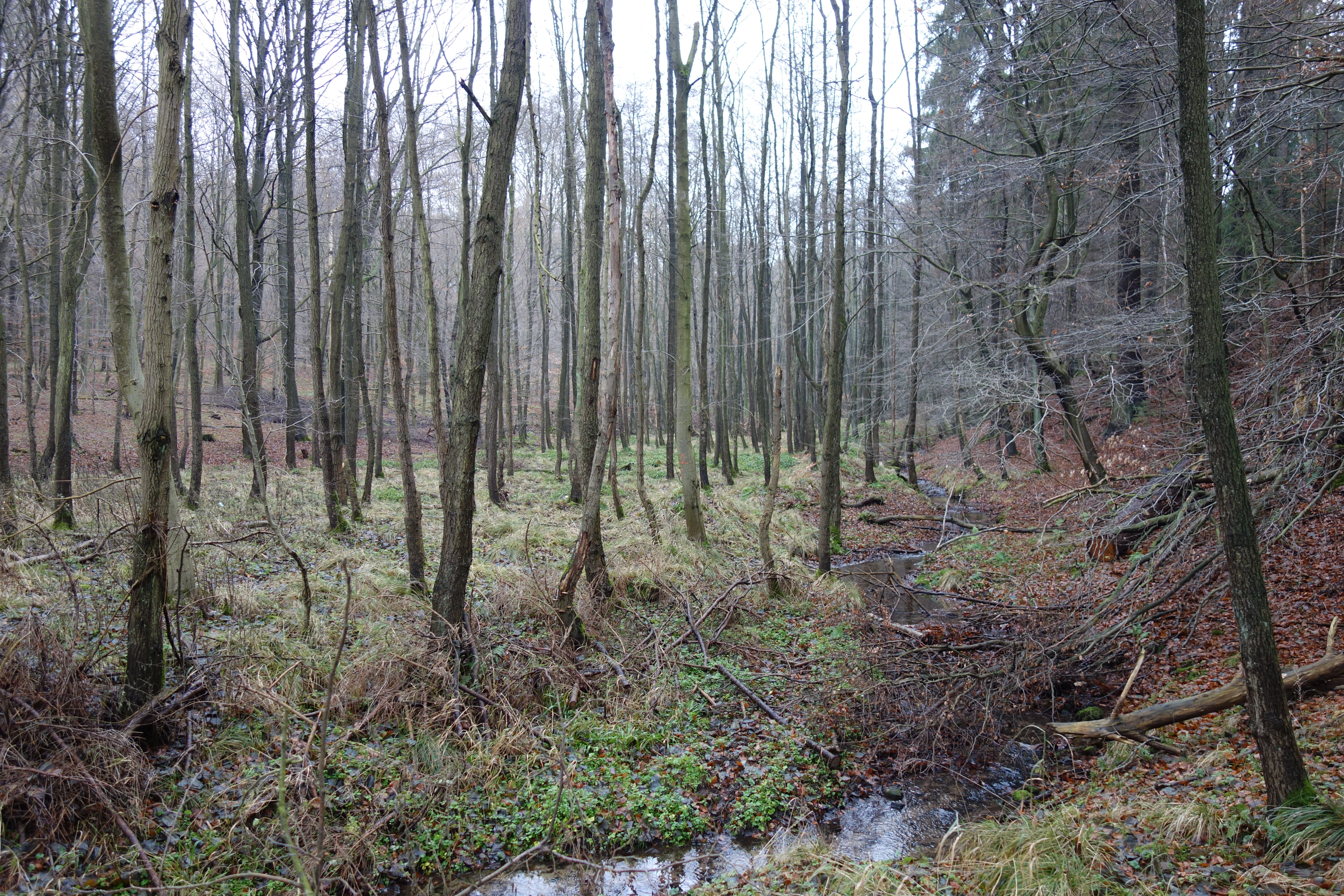
Naturschutzgebiet Klingelbachtal

Das Naturschutzgebiet Klingelbachtal mit einer Größe von 27,44 ha liegt westlich von Scherfede im Stadtgebiet von Warburg im Kreis Höxter. Die Fläche wurde 2002 vom Regierungsbezirk Detmold als Naturschutzgebiet (NSG) ausgewiesen. Durch die Bundesautobahn 44 wird das NSG zerschnitten. Südlich grenzt, nur durch einen Weg getrennt, das Naturschutzgebiet Bleikuhlen und Wäschebachtal an.
Das NSG ist seit 2004 eine Teilfläche des Europäischen Vogelschutzgebietes (Kurzbezeichnung Vogelschutzgebiet) Egge, unter NR. DE-4419-401, im Schutzgebietssystem Natura 2000 der Europäischen Union.

## Beschreibung
Im NSG gibt es überwiegend Wald mit dem Klingelbach mit seinem Quellbereich und kleineren Grünlandbereichen. Der Wald besteht zum Großteil in Hainsimsen-Rotbuchenwald. Am Klingelbach gibt es Bach-Eschen-Erlenwälder und Erlen-Bruchwälder. Im Wald wurden gefährdete Tier- und Pflanzenarten nachgewiesen.